# (73146) 2002 GJ98
(73146) 2002 GJ98 – planetoida z pasa głównego asteroid okrążająca Słońce w ciągu 3,68 lat w średniej odległości 2,38 j.a. Odkryta 10 kwietnia 2002 roku.